# Токой, Оскари
Оскари Токой (фин. Oskari Tokoi (также Antti Oskari Hirvi, Антти Оскари Хирви) (1873—1963) — финский социалистический политик.

## Биография
Родился в семье фермера — торговца лошадьми. Окончил народную гимназию. В 1891 г. эмигрировал в США, работал шахтёром в штатах Вайоминг, Колорадо и Дакота в 1900 г. вернулся в Финляндию, в 1905 г. — председатель рабочего объединения г. Каннус.
В 1907 г. — депутат Эдускунта от социал-демократической партии.
С 1912 г. возглавил Профсоюзную федерацию Финляндии. Председатель сейма с 1913 г.
С 26 марта по 8 сентября 1917 г. первый глава Сената Финляндии.
Участник социалистической революции в Финляндии, с 1918 г. член Совета народных уполномоченных, уполномоченный по снабжению.
Участник договора между Советской Россией и Финляндской республикой в марте 1918 г. Ленин в воспоминаниях финнов — независимость Финляндии
После поражения в Гражданской войне — в Советской России, политический советник при штабе Мурманского легиона (в чине лейтенант-полковника). Во главе «финского рабочего комитета» поддерживал союзные войска.
В 1921 г. переехал в США, в г. Фитчбург в штате Массачусетс. С 1922 по 1949 гг. главный редактор финноязычной газеты газеты «Raivaaja» («Пионер»), органа Финской социалистической федерации.
Во время Второй мировой войны — заместитель председателя организации Help Finland, созданной для помощи Финляндии.